# Riacho das Garças
Riacho das Garças är ett periodiskt vattendrag i Brasilien.   Det ligger i delstaten Pernambuco, i den östra delen av landet, 1 200 km nordost om huvudstaden Brasília.
Omgivningarna runt Riacho das Garças är huvudsakligen savann. Runt Riacho das Garças är det glesbefolkat, med 8 invånare per kvadratkilometer.